# رنو جی‌تی‌ای

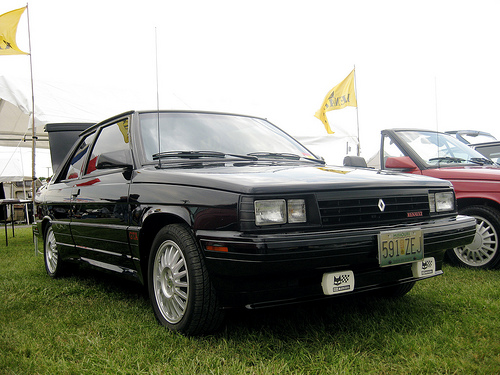

رنو جی‌تی‌ای (Renault GTA) خودرویی است که در سال‌های ۱۹۸۶ – ۱۹۸۷تولید شده‌است. طراحی آن خودروهای موتور جلو-محور جلو بوده ‌است. سیستم جعبه‌دندهٔ آن ۵ دنده به صورت دستی است.